# Elaeocarpus kusanoi
Elaeocarpus kusanoi là một loài thực vật có hoa trong họ Côm. Loài này được Koidz. mô tả khoa học đầu tiên năm 1917.